# Montcresson
Montcresson – miejscowość i gmina we Francji, w Regionie Centralnym, w departamencie Loiret.
Według danych na rok 1990 gminę zamieszkiwało 1161 osób, a gęstość zaludnienia wynosiła 55 osób/km² (wśród 1842 gmin Centre, Montcresson plasuje się na 338. miejscu pod względem liczby ludności, natomiast pod względem powierzchni na miejscu 619.).